# کاموف-۳۱
کاموف-۳۱ (به انگلیسی: Kamov Ka-31) یک بالگرد ساختِ کارخانهٔ کاموف در کشور اتحاد جماهیر سوسیالیستی شوروی و روسیه است که در سال ۱۹۸۳ ساخته شد. نخستین استفاده‌کنندهٔ این بالگرد نیروی دریایی روسیه بوده‌است. این بالگرد برای نخستین بار در ۱۹۸۵ میلادی مورد استفاده قرار گرفت.